# Calloria variegata
Calloria variegata är en armfotingsart som beskrevs av Cooper och William Doherty 1993. Calloria variegata ingår i släktet Calloria och familjen Terebratellidae. Inga underarter finns listade i Catalogue of Life.